# 第2次鳩山一郎内閣
第2次鳩山一郎内閣（だいにじはとやまいちろうないかく）は、鳩山一郎が第53代内閣総理大臣に任命され、1955年（昭和30年）3月19日から同年11月22日まで続いた日本の内閣。
同年11月15日に本内閣の与党である日本民主党が、自由党と合同して自由民主党が結成されたため、同党が与党として参画した初めての内閣となった。

## 国務大臣
| 職名                 | 代                   | 氏名                 | 画像                 | 所属                     | 就任日               | 退任日               | 備考                                          |
| -------------------- | -------------------- | -------------------- | -------------------- | ------------------------ | -------------------- | -------------------- | --------------------------------------------- |
| 内閣総理大臣         | 53                   | 鳩山一郎             |                      | (日本民主党→) 自由民主党 | 1955年3月19日        | 1955年11月22日       | 旧自由党 再任                                 |
| 外務大臣（副総理）   | 75                   | 重光葵               |                      | (日本民主党→) 自由民主党 | 1955年3月19日        | 1955年11月22日       | 旧改進党 再任                                 |
| 法務大臣             | 7                    | 花村四郎             |                      | (日本民主党→) 自由民主党 | 1955年3月19日        | 1955年11月22日       | 旧自由党 再任                                 |
| 大蔵大臣             | 59                   | 一万田尚登           |                      | (日本民主党→) 自由民主党 | 1955年3月19日        | 1955年11月22日       | 再任                                          |
| 文部大臣             | 72                   | 松村謙三             |                      | (日本民主党→) 自由民主党 | 1955年3月19日        | 1955年11月22日       | 旧自由党                                      |
| 厚生大臣             | 26                   | 川崎秀二             |                      | (日本民主党→) 自由民主党 | 1955年3月19日        | 1955年11月22         | 旧改進党 初入閣                               |
| 農林大臣             | 21                   | 河野一郎             |                      | (日本民主党→) 自由民主党 | 1955年3月19日        | 1955年11月22日       | 旧日本自由党 再任                             |
| 通商産業大臣         | 11                   | 石橋湛山             |                      | (日本民主党→) 自由民主党 | 1955年3月19日        | 1955年11月22日       | 旧自由党 再任                                 |
| 運輸大臣             | 17                   | 三木武夫             |                      | (日本民主党→) 自由民主党 | 1955年3月19日        | 1955年11月22日       | 旧改進党 再任                                 |
| 郵政大臣             | 7                    | 松田竹千代           |                      | (日本民主党→) 自由民主党 | 1955年3月19日        | 1955年11月22日       | 旧自由党（日本再建連盟系) 初入閣              |
| 労働大臣             | 10                   | 西田隆男             |                      | (日本民主党→) 自由民主党 | 1955年3月19日        | 1955年11月22日       | 旧改進党 転任                                 |
| 建設大臣             | 12                   | 竹山祐太郎           |                      | (日本民主党→) 自由民主党 | 1955年3月19日        | 1955年11月22日       | 旧改進党 再任                                 |
| 国家公安委員会委員長 | 4                    | 大麻唯男             |                      | (日本民主党→) 自由民主党 | 1955年3月19日        | 1955年11月22日       | 旧改進党 再任                                 |
| 防衛庁長官           | 3                    | 杉原荒太             |                      | (無所属→) 自由民主党     | 1955年3月19日        | 1955年7月31日        | 旧自由党 初入閣 1955年 (昭和30年)7月31日免    |
| 防衛庁長官           | 4                    | 砂田重政             |                      | (日本民主党→) 自由民主党 | 1955年7月31日        | 1955年11月22日       | 旧自由党 初入閣 1955年（昭和30年）7月31日任命 |
| 経済審議庁長官       | 9                    | 高碕達之助           |                      | (民間→) 自由民主党       | 1955年3月19日        | 1955年7月20日        | 再任 1955年7月20日免                          |
| 経済審議庁長官       | （経済審議庁廃止）   | （経済審議庁廃止）   | （経済審議庁廃止）   | （経済審議庁廃止）       | （経済審議庁廃止）   | （経済審議庁廃止）   | 1955年7月20日付                               |
| 経済企画庁長官       | （経済企画庁未設置） | （経済企画庁未設置） | （経済企画庁未設置） | （経済企画庁未設置）     | （経済企画庁未設置） | （経済企画庁未設置） | 1955年7月20日設置                             |
| 経済企画庁長官       | 1                    | 高碕達之助           |                      | (民間→) 自由民主党       | 1955年7月20日        | 1955年11月22日       | 転任 1955年7月20日任                          |
| 行政管理庁長官       | 13                   | 川島正次郎           |                      | (日本民主党→) 自由民主党 | 1955年3月19日        | 1955年11月22日       | 兼任・旧改進党 初入閣                         |
| 自治庁長官           | 5                    | 川島正次郎           |                      | (日本民主党→) 自由民主党 | 1955年3月19日        | 1955年11月22日       | 兼任・旧改進党 初入閣                         |
| 北海道開発庁長官     | 10                   | 大久保留次郎         |                      | (日本民主党→) 自由民主党 | 1955年3月19日        | 1955年11月22日       | 旧無所属（日本再建連盟系） 初入閣             |
| 内閣官房長官         | 11                   | 根本龍太郎           |                      | (日本民主党→) 自由民主党 | 1955年3月19日        | 1955年11月22日       | 旧自由党 再任                                 |

### 法制局長官・内閣官房副長官
- - 法制局長官 - 林修三
  - 内閣官房副長官（政務） - 松本瀧蔵
  - 内閣官房副長官（事務） - 田中栄一

## 政務次官
特記ない限り1955年（昭和30年）3月22日任命。
- 法務政務次官 - 小泉純也
- 外務政務次官 - 園田直
- 大蔵政務次官 - 藤枝泉介
- 文部政務次官 - 寺本広作
- 厚生政務次官 - 紅露みつ
- 農林政務次官 - 吉川久衛
- 通商産業政務次官 - 島村一郎
- 運輸政務次官 - 河野金昇
- 郵政政務次官 - 早稲田柳右衛門
- 労働政務次官 - 高瀬伝
- 建設政務次官 - 今井耕
- 行政管理政務次官 – 森清
- 北海道開発政務次官 - 松田鉄蔵
- 自治政務次官 - 永田亮一
- 防衛政務次官 - 田中久雄
- 経済審議政務次官 - 田中龍夫: - 1955年（昭和30年）7月20日
- 経済企画政務次官 - 田中龍夫:1955年（昭和30年）7月20日 -